# Sermaises
Sermaises är en kommun i departementet Loiret i regionen Centre-Val de Loire strax norr Frankrikes mitt. Kommunen ligger i kantonen Malesherbes som tillhör arrondissementet Pithiviers. År 2022 hade Sermaises 1 703 invånare.

## Befolkningsutveckling
Antalet invånare i kommunen Sermaises
| Referens: INSEE |